# کمونار
کمونار (فرانسوی: Communard) کلمه‌ای قدیمی و منسوخ در ترادف با «کمونیست» است. در تاریخ فرانسه مقصود از «کمونار» اعضا و هوادران حکومت کوته‌عمر «کمون پاریس» است که در پی جنگ فرانسه و پروس مدتی بر آن منطقه حکم راند.